# Баловин, Сергей Владимирович
Серге́й Влади́мирович Бало́вин (5 июля 1984, Воронеж) — российский художник, куратор. Приобрел известность благодаря своему проекту «Натуральный обмен»: в 2011 году начал менять свои произведения на подарки, в 2013—2014 совершил кругосветное путешествие без использования денег.
В 2016 году занял 20-ю строчку рейтинга в Топ-100 молодых художников и 16-ю строчку в народном рейтинге по версии Базы данных российского современного искусства InArt. В 2012 году был участником программы резиденции Swatch Art Peace Hotel. Его работы находятся в собрании Воронежского областного музея изобразительных искусств им И. Н. Крамского. Проект «Натуральный обмен» был номинирован на премию Сергея Курехина 2011 году.

## Биография
Сергей Баловин родился и вырос в Воронеже, в семье геологов. Изобразительное искусство начал изучать с раннего детства. Сам художник связывает начало творческой карьеры с тем, что в возрасте четырех лет выдал за свой рисунок воспитательницы детского сада, оставленный в его альбоме. В 1996 окончил Школу искусств, в 2005 защитил диплом в Воронежском государственном педагогическом университете (факультет художественного образования).
Во времена студенчества преподавал академический рисунок в Детской школе архитектуры и дизайна «Студии Я». Вел активную творческую деятельность, организовывал групповые выставки с участием молодых художников Воронежа. В 2005-2010 — преподаватель Кафедры изобразительных искусств ВГПУ.
С 2008 года начал работать над совместными проектами с европейскими художниками. Вместе с француженкой Луиз Морин реализовал идею мобильной выставки в проекте «Petit. Что-то маленькое». Проект объединил несколько десятков художников из России, Франции, Германии, Австрии, Бельгии, Польши, Китая, США и Бразилии и был представлен во Франции, Германии, Китае и России, в том числе на Московской биеннале молодого искусства Стой! Кто идет?, в Red Gate Residency в Пекине и в Art Labor Gallery в Шанхае.
В 2009 году Сергей Баловин был приглашен в город Цзинань, столицу китайской провинции Шаньдун, где открылась его персональная выставка. Около сотни живописных холстов отражали представление китайского мещанина о современном российском искусстве: серия нарочито красивых пейзажей в вычурных рамах с позолоченной лепниной явилась своего рода пародией на русскую пейзажную живопись XIX века. Произведения с выставки были проданы в считанные дни и художник решил перебраться в Китай с целью улучшения финансового благосостояния. Но позже, признав свою зависимость от потребительских предпочтений, художник решил «завязать с конформистским псевдо-творчеством», устроив гротескный перформанс «Эвтаназия», посвященный «Бульдозерной выставке»: управляя бульдозером, он раздавил свои произведения, являвшиеся по его мнению типичным образчиком конформизма.
В 2011-2012 годах широкий резонанс в сми и социальных сетях вызвал проект «Натуральный обмен»: отказавшись от использования денег, Сергей Баловин рисует портреты в обмен на любые подарки.
1 февраля 2013 года Сергей Баловин отправился в кругосветное путешествие «без кошелька» и за 17 месяцев посетил 36 стран, расплачиваясь своими портретами за еду, ночлег и перемещения. В 2015 году, путешествуя по Европе, Сергей Баловин познакомился с Клаудией Беккато, согласившейся стать партнером в «Натуральном обмене», а вскоре и женой художника. Бракосочетание так же состоялось без использования денег, вместо традиционного пиршества все были приглашены в Дуклей Арт Центр на выставку «Свадьба. Все как у людей» , где неотъемлемые атрибуты свадьбы были представлены визуальными произведениями, выполненными в технике коллажа.

## Пресса
1. "Воронежский художник Сергей Баловин борется с капитализмом", TV Kultura, 6 July 2011
2. "Натуральный обмен. Проект художника Сергея Баловина" Архивная копия от 4 марта 2016 на Wayback Machine, Museums News of Saint Petersburg, 13 August 2011
3. "Один день из жизни в „нехорошей квартирке“", XXL, 22 March 2012
4. Сергей Баловин. Интервью Архивная копия от 4 мая 2017 на Wayback Machine, Россия 24 News, 17 April 2012
5. "Портрет в обмен на сок, пирог, печенья и сканворд Архивная копия от 15 мая 2012 на Wayback Machine", 48.RU, 25 April 2012
6. "Putting the art in barter Архивная копия от 8 января 2017 на Wayback Machine", Global Times, Shanghai, 5 June 2012
7. "Euthanasia", IFA Gallery, Shanghai, 30 June 2012
8. "Schneider Ammann beendet Mission mit Farbtupfer", Swissinfo, 13 July 2012
9. "Ipak se od umjetnosti živjeti može Архивная копия от 8 января 2017 на Wayback Machine!", Ziher, 27 March 2013
10. "Piktori shëtitës, portret në këmbim të një dhurate", MAPO, 8 April 2013
11. "«Утро»: художник Сергей Баловин Архивная копия от 8 января 2017 на Wayback Machine", Moscow 24, 4 March 2013
12. "Портрет без монет. Воронежский художник путешествует без денег Архивная копия от 8 января 2017 на Wayback Machine", AIF, 27 3 July 2013
13. "Украинские СМИ назвали известного воронежского художника бомжом Архивная копия от 12 января 2017 на Wayback Machine", Моё, 15 February 2013
14. "Sergey Balovin’s ‘In Kind Exchange’: Russian Portrait Artist Lives... Архивная копия от 9 января 2017 на Wayback Machine ", The Huffington Post 26 March 2013
15. "Russian Artist Sergey Balovin and the In-Kind Exchange Project: How He Lives Without Money", YAHOO!, 28 March 2013
16. "Сергей Баловин: Художник не должен голодать Архивная копия от 9 января 2017 на Wayback Machine", Arterritory, 2 August 2013
17. "Of Bulldozers and Nail Houses Архивная копия от 9 января 2017 на Wayback Machine", P.I.G. China, 7 December 2012
18. "Painting portraits to sustain a lifestyle with no money", Visual News, 25 March 2013
19. "Get the picture Архивная копия от 9 января 2017 на Wayback Machine", South China Morning Post, 27 June 2013
20. "Russian Artist Living on No Income Архивная копия от 9 января 2017 на Wayback Machine", The Echo, 15 April 2013
21. "Artista demuestra que es posible vivir y viajar sin dinero Архивная копия от 9 января 2017 на Wayback Machine", Mariana Tiquet, Mexico, 18 July 2014
22. "Sergey Balovin, the artist who’s travelling the world without money Архивная копия от 10 февраля 2018 на Wayback Machine", Mumbai DNA, 29 June 2014
23. "Feed the artist and get your portrait made. Архивная копия от 9 января 2017 на Wayback Machine", Contemporary Food Lab, 2015
24. "Вокруг света без денег: Художник путешествует по миру за портреты", Тут и там, 17 February 2016
25. "Обменный пункт, Псковская Губерния Архивная копия от 9 января 2017 на Wayback Machine", Gubernia online, 11 July 2016
26. "Izložba i svadba: Neobičan projekat Sergeja Balovina u Kotoru Архивная копия от 9 января 2017 на Wayback Machine", Crna Gora, 13 August 2016
27. "Сметана, творог и что-то исконно псковское Архивная копия от 9 января 2017 на Wayback Machine", ПЛН, 29 June 2016
28. "Arte e coraggio di Sergey Balovin Архивная копия от 9 января 2017 на Wayback Machine", My Personal Mind, 6 November 2016
29. "Sergej Balovin večeras predstavlja svoj rad sarajevskoj publici Архивная копия от 9 января 2017 на Wayback Machine", Depo, 30 August 16
30. "Sergej Balovin gost sarajevske ‘Čarlame’", Federalna TV, Sarajevo, 28 August 2016
31. "Artisti (russi) di tutto il mondo, benvenuti in Montenegro Архивная копия от 9 января 2017 на Wayback Machine", alfabeta2, 4 December 2016
32. "Художник из Воронежа проехал полмира без гроша в кармане и обменял портрет на дом в Альпах" Архивная копия от 9 ноября 2018 на Wayback Machine, Клуб путешествий Михаила Кожухова, 8 November 2018